# Koprivnički Ivanec

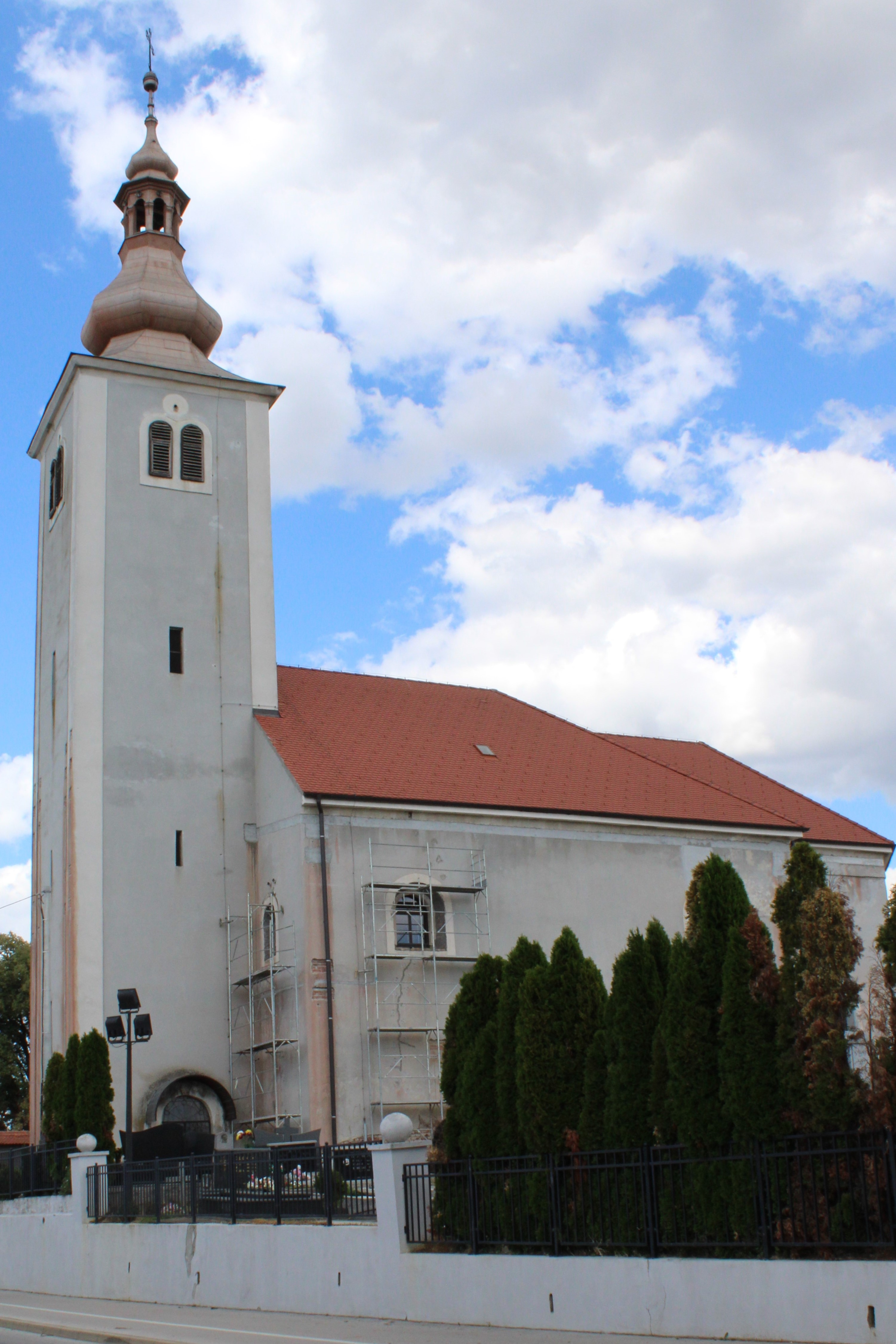
A Keresztelő Szent János-templom

Koprivnički Ivanec falu és község Horvátországban, Kapronca-Kőrös megyében. Közigazgatásilag Botinovec, Goričko, Kunovec és Pustakovec települések tartoznak hozzá.

## Fekvése
Kaproncától 5 km-re északra a Drávamenti-síkságon fekszik.

## Története
A „Log-Parag I” régészeti lelőhely leleteinek tanúsága szerint határában már a vaskorban emberi település állt. A lelőhely a Gliboka-patak egykori medre felett 5-7 méterrel kiemelkedő enyhe magaslat platójának aljában található. A legrégebbi kerámialeletek a késő vaskorból származnak, mellettük az ókori és a késő ókori időszakra, körülbelül a 2. és a 6. század közötti időre keltezhető leletek, főként kerámia kerültek itt elő. A helyszínen található kerámia leletek mellett két helyen nagy mennyiségű olvasztásból visszamaradt salakot találtak, melyek arra utalnak, hogy itt vasolvasztó kemence működött. Ezenkívül az 5. és 6. századból származó kerámiaanyagot is találtak, amely Horvátország kontinentális részén nagyon ritka.
A település Keresztelő Szent János tiszteletére szentelt középkori templomáról kapta a nevét, melyet mint az azonos nevű plébánia központját 1334-ben "ecclesia b. Johannis de Cerouicha" (Cerovicei Keresztelő Szent János plébánia) néven említ Ivan zágrábi főesperes a zágrábi káptalan helyzetéről írott feljegyzésében. Ivanec nevű birtokról vagy településről azonban még hosszú ideig nem történik említés, helyette a Cerovica név szerepel. Csak a szentgyörgyi uradalom 1439-es oklevelében bukkan fel először a falu mai neve "Zenth Iwan" alakban. Legközelebb 1501-ben említik Demeter cerovicei plébánost és a Szent János plébániát "sancti Johanis in Cherenycza" néven. Egy a 16. század második felében kelt okiratból kitűnik, hogy Ivanec jobbágyai akik korábban a szentgyörgyi uradalomhoz tartoztak, ekkora már a kaproncai uradalom jobbágyai lettek. Az uradalom falvai a török időkben a kaproncai várkapitányok igazgatása alá kerültek és az ivaneci plébánia kegyura is az uradalom volt. 1644-ből fennmaradt egy kérelem, melyet Martin Faggnoht ivaneci plébános írt. Érdekessége, hogy Ivanec és Kunovec jobbágyairól, mint a stájer hercegség, illetőleg a kaproncai kapitányság jobbágyairól ír benne. 1647-ben III. Ferdinánd király az uradalom hét falvából hármat, köztük Ivanecet is Mikulich Tamás bánhelyettesnek, király személynöknek adott. Ez ellen a kaproncai várkapitány kifogást emelt, azonban 1659-ben a falvak újra visszakerültek a fennhatósága alá. Ekkor az ivaneci plébániához  Ivanecen, Kunovecen és Pustakovecen kívül Botinovec, Goričko és Cenkovec is hozzá tartozott. Az 1659-es egyházi vizitáció a plébánia lakóinak hitével kapcsolatban megjegyzi, hogy „az itteni nép durva, felelőtlen és istentelen. Nem érdekli az egyház tanítása és a szentmise, engedetlen a papokkal és a többi hívekkel szemben. Erőnek erejével az egyházi javakra tör. Évekkel korábban néhányan közülük arra vetemedtek, hogy papjukat elkergessék és ötször bottal is megüssék. Még most is lázadoznak uruk a kaproncai kapitány ellen.”
1920-ig Varasd vármegye Ludbregi járásához tartozott. 2001-ben a falunak 1286, a községnek 2361 lakosa volt.

## Nevezetességei
Keresztelő Szent János tiszteletére szentelt plébániatemploma már a 14. században állt. 1742-ben barokk stílusban építették át. A templom egyhajós épület sokszögzáródású szentéllyel, harangtornya a homlokzat felett emelkedik. Szószéke 1756-ban készült rokokó stílusban. Belső festése a 18. század második felében készült, képzett illuzionista mester alkotása.

## Külső hivatkozások
- Koprivnički Ivanec község hivatalos oldala
- Horvátország kulturális emlékei
- Kapronca-Kőrös megye községeinek jelképei